# أوبن دي سويد فارجاردا - سباق الطريق 2014
أوبن دي سويد فارجاردا - سباق الطريق 2014 هو سباق دراجات هوائية، وهو الموسم رقم 9 من أوبن دي سويد فارجاردا - سباق الطريق، وأقيم في 24 أغسطس 2014 ضمن سباقات كأس العالم لسباق الدراجات على الطريق للسيدات 2014.
فاز بالمركز الأول شانتال بلاك، وبالمركز الثاني ايمي بيترز، وبالمركز الثالث روكسان كنيتيمان.

## التصنيف العام النهائي
| التصنيف العام          | التصنيف العام     | التصنيف العام   | التصنيف العام        | التصنيف العام |
| العداء                 | العداء            | البلد           | الفريق               | الوقت         |
| ---------------------- | ----------------- | --------------- | -------------------- | ------------- |
| 1                      | Chantal Blaak     | هولندا          | كانيون–إس آر إيه إم ‏ | 3 س 26 د 22 ث |
| 2                      | ايمي بيترز        | هولندا          | فريق سنويب للسيدات ‏  | + 0 ث         |
| 3                      | روكسان كنيتيمان   | هولندا          | ليف ريسينغ ‏          | + 0 ث         |
| 4                      | ماريان فوس        | هولندا          | ليف ريسينغ ‏          | + 5 ث         |
| 5                      | كيرستن وايلد      | هولندا          | فريق سنويب للسيدات ‏  | + 5 ث         |
| 6                      | ليزا برينور       | ألمانيا         | كانيون–إس آر إيه إم ‏ | + 5 ث         |
| 7                      | أنيميك فان فليوتن | هولندا          | ليف ريسينغ ‏          | + 5 ث         |
| 8                      | Lizzie Armitstead | المملكة المتحدة | إس دي وركس ‏          | + 5 ث         |
| 9                      | لوسيندا براند     | هولندا          | ليف ريسينغ ‏          | + 5 ث         |
| 10                     | إيما جوهانسون     | السويد          | Liv AlUla Jayco ‏     | + 5 ث         |
| مصدر: Cycling Quotient |                   |                 |                      |               |

## وصلات خارجية
- الموقع الرسمي